# Trent Forrest
Landon Trent Forrest, né le 12 juin 1998 à Dothan dans l'Alabama, est un joueur américain de basket-ball qui évolue au poste de meneur. Il mesure 1,92 m.

## Biographie

### Enfance et carrière au lycée
Forrest a grandi à Chipley et a fréquenté le Chipley High School. Au cours de sa carrière au lycée, Forrest a marqué plus de 3000 points. En tant que senior, il a mené Chipley à un titre de champion d’État, marquant 26 points dans le match pour le titre contre Paxton High School. Forrest a également participé à la compétition Amateur Athletic Union avec l’Alabama Challenge et les Georgia Stars. Il a été classé dans le top 50 de sa classe au lycée. Forrest a signé avec Florida State parce qu’il est tombé amoureux de la vision de l’entraîneur Leonard Hamilton. Forrest a refusé les offres de Miami (Floride), Georgia Tech, Tennessee, UCF et Wichita State.

### Jazz de l'Utah (2020-2022)
Le 19 novembre 2020, il signe un contrat two-way avec le Jazz de l'Utah.
Le 11 août 2021, il signe à nouveau un contrat two-way en faveur du Jazz de l'Utah. Le 10 avril 2022, son contrat est converti en contrat standard.

### Hawks d'Atlanta (2022-2024)
Le 8 août 2022, Forrest signe un two-way contrat avec les Atlanta Hawks.
Le 12 septembre 2023, les Hawks d’Atlanta ont re-signé Forrest en contrat two-way.
Le 29 février 2024, le contrat de Forrest est converti en contrat standard NBA par les Hawks.

### Saski Baskonia (depuis 2024)
Le 8 août 2024, il signe avec le club basque du Saski Baskonia, club évoluant dans le championnat d'Espagne et en Euroligue.

## Palmarès

### Distinctions personnelles
- Second-team All-ACC (2020)

## Statistiques

### Universitaires
Les statistiques en matchs universitaires de Trent Forrest sont les suivantes :
| Saison    | Équipe        | Matchs | Titul. | Min./m | % Tir | % 3pts | % LF | Rbds/m. | Pass/m. | Int/m. | Ctr/m. | Pts/m. |
| --------- | ------------- | ------ | ------ | ------ | ----- | ------ | ---- | ------- | ------- | ------ | ------ | ------ |
| 2016-2017 | Florida State | 35     | 0      | 15,4   | 47,3  | 12,5   | 67,6 | 2,70    | 1,60    | 1,20   | 0,10   | 4,90   |
| 2017-2018 | Florida State | 34     | 2      | 25,6   | 49,2  | 21,4   | 69,7 | 4,90    | 4,10    | 1,60   | 0,40   | 7,90   |
| 2018-2019 | Florida State | 37     | 36     | 29,9   | 43,9  | 23,3   | 77,9 | 4,50    | 3,70    | 1,90   | 0,20   | 9,30   |
| 2019-2020 | Florida State | 31     | 31     | 30,9   | 45,9  | 28,1   | 82,2 | 4,40    | 4,00    | 1,90   | 0,60   | 11,60  |
| Total     | Total         | 137    | 69     | 25,4   | 46,2  | 24,8   | 74,8 | 4,10    | 3,30    | 1,60   | 0,30   | 8,30   |

### Professionnelles

#### Saison régulière NBA
| Saison    | Équipe | Matchs | Titul. | Min./m | % Tir | % 3pts | % LF  | Rbds/m. | Pass/m. | Int/m. | Ctr/m. | Pts/m. |
| --------- | ------ | ------ | ------ | ------ | ----- | ------ | ----- | ------- | ------- | ------ | ------ | ------ |
| 2020-2021 | Utah   | 30     | 0      | 10,0   | 45,1  | 19,2   | 100,0 | 1,50    | 1,50    | 0,30   | 0,10   | 2,90   |
| 2021-2022 | Utah   | 60     | 6      | 12,8   | 49,0  | 18,5   | 79,2  | 1,70    | 1,80    | 0,50   | 0,10   | 3,30   |
| Total     | Total  | 90     | 6      | 11,9   | 47,8  | 18,9   | 85,1  | 1,60    | 1,70    | 0,40   | 0,10   | 3,10   |

#### Playoffs NBA
| Saison | Équipe | Matchs | Titul. | Min./m | % Tir | % 3pts | % LF | Rbds/m. | Pass/m. | Int/m. | Ctr/m. | Pts/m. |
| ------ | ------ | ------ | ------ | ------ | ----- | ------ | ---- | ------- | ------- | ------ | ------ | ------ |
| 2021   | Utah   | 4      | 0      | 2,5    | 50,0  | —      | —    | 0,00    | 0,00    | 0,00   | 0,00   | 1,00   |
| Total  | Total  | 4      | 0      | 2,5    | 50,0  | —      | —    | 0,00    | 0,00    | 0,00   | 0,00   | 1,00   |